# 유럽 저가 항공사 협회

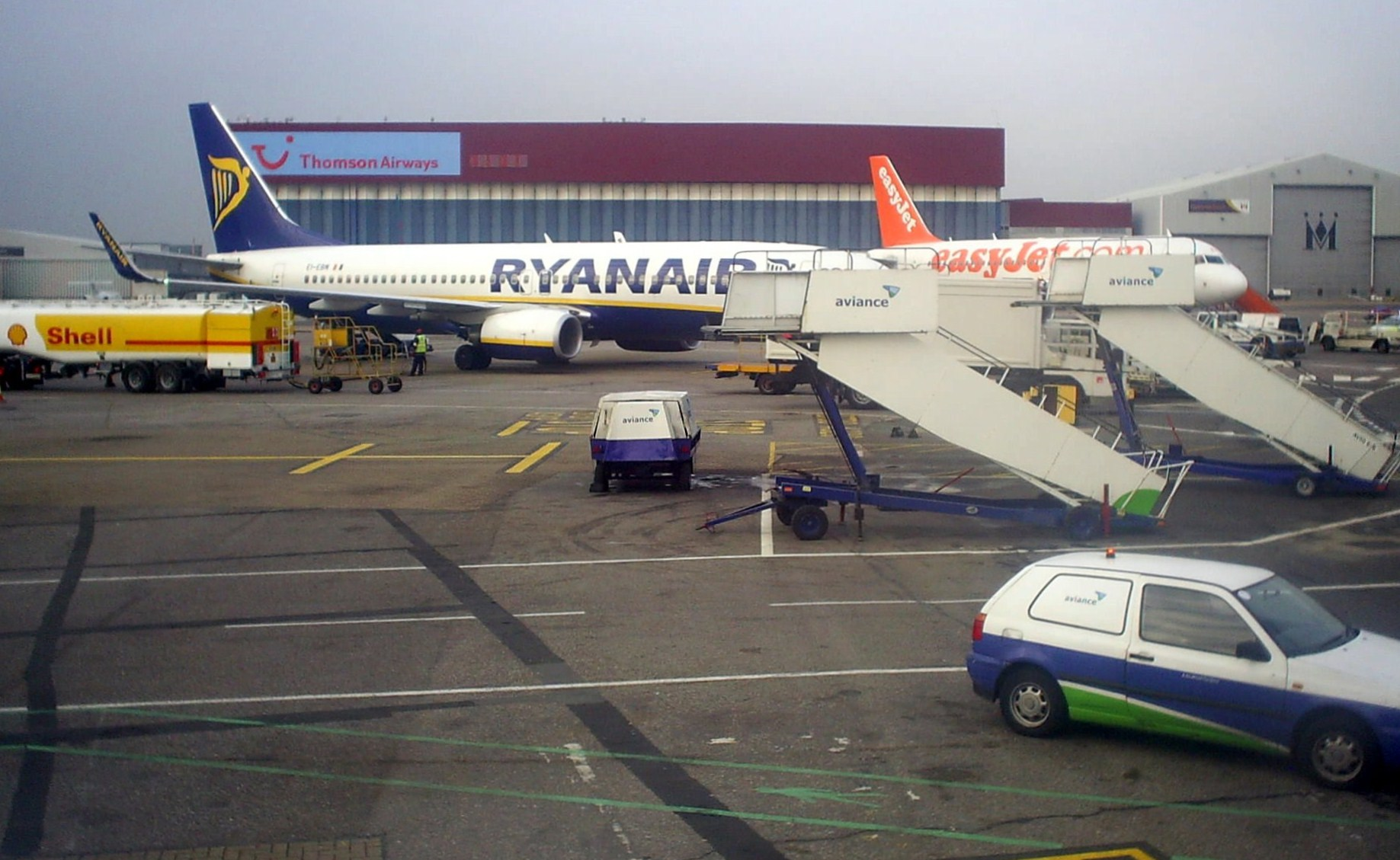

유럽 저비용 항공사 협회(영어: European Low Fares Airline Association, 약칭 ELFAA)는 유럽 지역의 저비용 항공사들을 대표하기 위해 2002년에 설립된 단체이다.

## 회원사
현재 유럽 저비용 항공사 협회의 회원사는 아래와 같다.
- 부엘링 항공(Vueling)
- 노르웨이 에어 셔틀 (Norwegian Air Shuttle)
- 플라이비 (Flybe)
- 이지젯 (EasyJet)
- 제트투컴 (Jet2)
- 스베리예플라잉(Sverigeflyg)
- 위즈 에어 (Wizz Air)
- 라이언에어 (Ryanair)
- 트랜스아비아닷컴 (Transavia.com)

## 전 회원사
전 회원사는 아래와 같다.
- 에어 베를린 (Air Berlin)
- 하팍플라이 (Hapagfly) [지금은 HLX.com와 합병하여 투이플라이(TUIfly)로 변경.]
- HLX.com [지금은 하팍플라이와 합병하여 투이플라이(TUIfly)로 변경.]
- 마이에어 (MyAir)
- 볼라레 항공 (Volare Airlines)
- 스카이유럽 (SkyEurope)
- 스털링 항공 (Sterling Airlines)

## 같이 보기
- 유럽 항공사 협회